# Volker Mahnert
Volker Mahnert est un arachnologiste, entomologiste et ichtyologiste autrichien et suisse né le 3 décembre 1943 à Innsbruck, et mort le 23 novembre 2018 à Genève. Il est le directeur du Muséum d'histoire naturelle de Genève de 1989 à 2005, et également professeur à l'Université de Genève.

## Biographie
Volker Mahnert naît le 3 décembre 1943 à Innsbruck, en Autriche, où il effectue ses études. Se destinant d'abord vers la médecine, il s'oriente finalement vers la biologie et obtient son doctorat en 1970 des universités d'Innsbruck et de Vienne. Sa thèse porte sur les endo- et ectoparasites des petits mammifères du Tyrol du Nord. Il est engagé en tant que conservateur du département d'herpétologie et d'ichtyologie au Muséum d'histoire naturelle de Genève à partir de 1971, avant de prendre la direction du muséum le 1er août 1989, succédant à Villy Aellen. Il dirige la Revue suisse de Zoologie à partir de 1989, devient professeur associé au département de zoologie et de biologie animale de l'Université de Genève en 1991. Il crée la série de monographies Instrumenta Biodiversitatis en 1997, qu'il dirige ensuite.
En 2005, il assure quelques mois la direction intérimaire du Musée d'ethnographie de Genève en plus de ses autres fonctions, puis prend sa retraite académique et administrative en décembre de la même année. Le Conseil administratif de la ville de Genève lui octroie alors le titre de directeur honoraire, et Mahnert continue de mener ses recherches personnelles en zoologie et de publier jusqu'en 2017. Il meurt à Genève le 23 novembre 2018.
Volker Mahnert est l'auteur de près de 200 publications scientifiques. Il a principalement publié en arachnologie, étant un éminent spécialiste des pseudoscorpions, et a entre autres collaboré avec l'australien Mark S. Harvey. Il a également contribué à l'étude des poissons cyprinidés d'Afrique et des Characiformes d'Afrique et de d'Amérique du Sud, publiant notamment avec Jacques Géry, puis Sonia Fisch-Muller. Enfin, il signe quelques publications sur les siphonaptères et d'autres parasites, et quelques notes sur des reptiles et des mammifères.

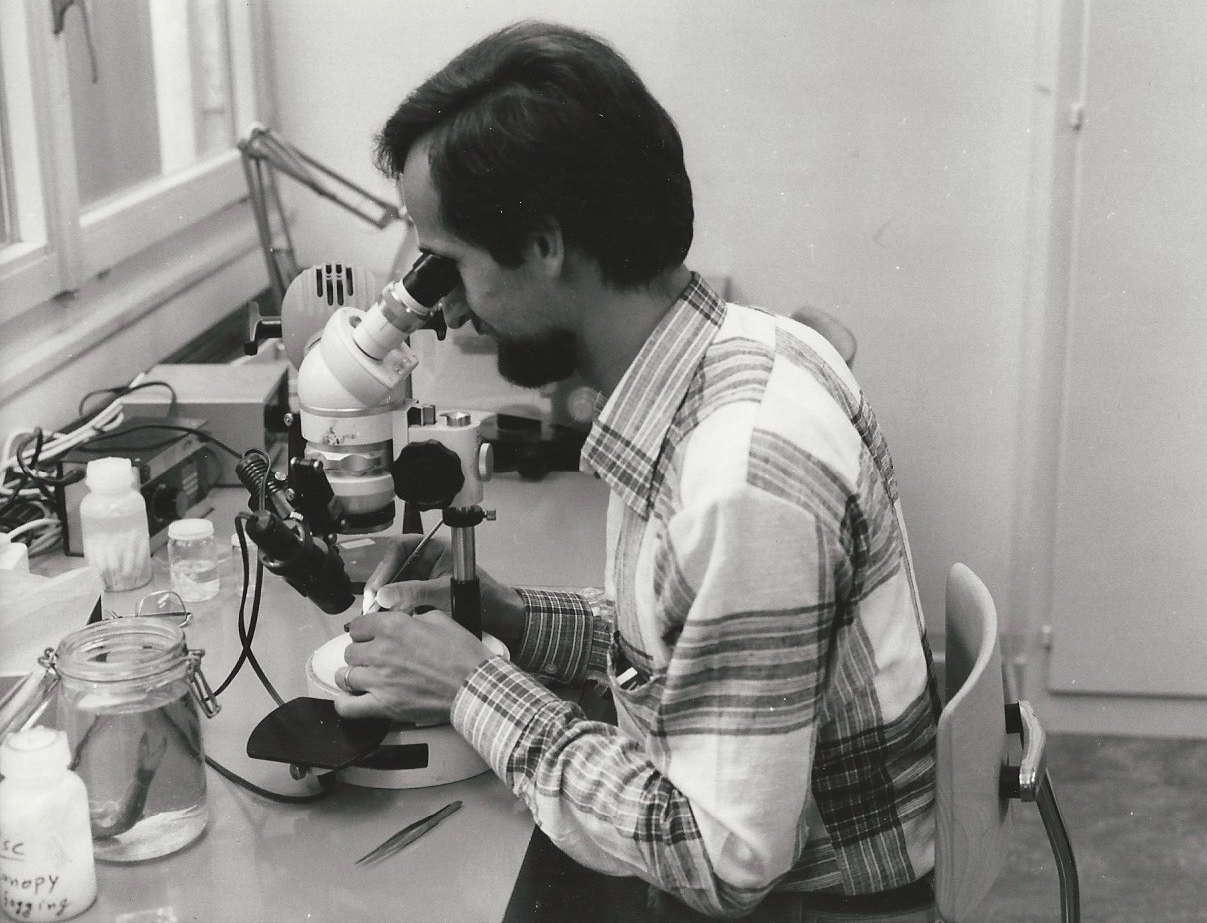
Au microscope.

## Éponymies

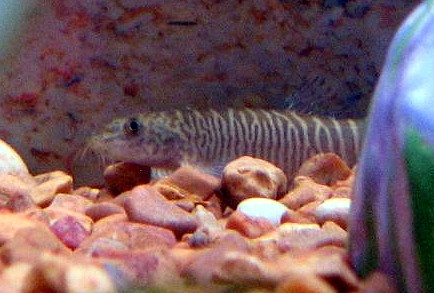
Le poisson Schistura mahnerti Kottelat, 1990.

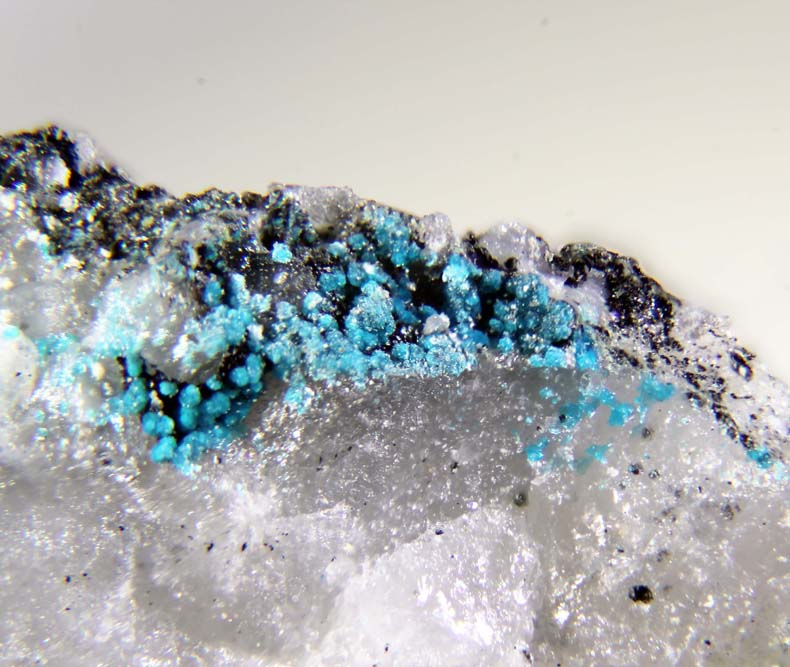
Morceau de mahnertite, minéral rare, Provence-Alpes-Côte d'Azur (France).

De nombreux taxons ont été nommés en hommage à Volker Mahnert, dont au moins les quatre genres suivants :
- Mahnertella Mahunka,1997[3]
- Mahnertellina Kontschán, 2020
- Mahnertius Harvey & Muchmore, 2013[4]
- Mahnertozetes Mahunka & Mahunka-Papp, 2009[5]

Ainsi que les 60 espèces ou sous-espèces animales suivantes :
- Acanthocreagris mahnerti Dumitresco & Orghidan, 1986[7]
- Acritus mahnerti Gomy, 1981[8]
- Akyttara mahnerti Jocqué, 1987[9]
- Allochernes mahnerti Georgescu & Căpuse, 1996[10]
- Allolobophora handlirschi mahnerti Zicsi, 1973[11], désormais Aporrectodea handlirschi mahnerti (Zicsi, 1973)
- Americhernes mahnerti Harvey, 1990[12]
- Apimela mahnerti Pace, 1996[13]
- Atheta mahnerti Pace, 1995[14]
- Ausobskya mahnerti Silhavý, 1976[15]
- Bothriechis mahnerti Schätti & Kramer, 1991[16], depuis synonymisé avec Bothrops punctatus (Garcia, 1896)
- Camillina mahnerti Platnick & Murphy, 1987[17]
- Catharosoma mahnerti Golovatch, 2005[18]
- Centruroides mahnerti Lourenço, 1983[19]
- Chactas mahnerti Lourenço, 1995[20]
- Chthonius (Ephippiochthonius) mahnerti Zaragoza, 1984[21]
- Ctenobelba mahnerti Mahunka, 1974[22]
- Cypha mahnerti Pace, 1994[23]
- Delamarea mahnerti Leleup, 1983[24]
- Dendrobaena mahnerti Zicsi, 1974[25]
- Dolicheremaeus mahnerti Mahunka & Mahunka-Papp, 2009[5]
- Drusilla mahnerti Pace, 1996[13]
- Edaphus mahnerti Puthz, 1990
- Elgonidium mahnerti Bonadona, 1978[26]
- Embuana mahnerti Heiss & Baňař, 2016[27]
- Epipleuria mahnerti Fürsch, 2001[28]
- Glossodrilus mahnerti Zicsi, 1989[29]
- Guaraniella mahnerti Baert, 1984[30]
- Gyrophaena mahnerti Pace, 1994[23]
- Helladocampa mahnerti Condé, 1984[31]
- Hemigrammus mahnerti Uj & Géry, 1989[32]
- Holoparasitus mahnerti Juvara-Bals, 2008[33]
- Leleupiozethus mahnerti Coulon, 1979
- Magellozetes mahnerti Mahunka, 1984[34]
- Megarthrus mahnerti Cuccodoro & Löbl, 1995[35]
- Metanapis mahnerti Brignoli, 1981[36]
- Metopioxys mahnerti Comellini, 1983[37]
- Microdipnites mahnerti Garetto & Giachino, 1999[38]
- Microplana mahnerti Minelli, 1977[39]
- Neobisium mahnerti Heurtault, 1980[40]
- Occidenchthonius mahnerti Zaragoza, 2017[41]
- Oedichirus mahnerti de Rougemont, 2018[42]
- Oonops mahnerti Brignoli, 1974[43]
- Origmatrachys mahnerti Kontschán, 2020[44]
- Paracoryza mahnerti Balkenohl, 2000[45]
- Paratemnus mahnerti Sivaraman, 1981[46], désormais Paratemnoides mahnerti (Sivaraman, 1981)
- Paratricommatus mahnerti Soares & Soares, 1985[47]
- Proteocephalus mahnerti de Chambrier & Vaucher, 1999[48]
- Ptychadena mahnerti Perret, 1996[49]
- Raillietina mahnerti Mariaux & Georgiev, 2020[50]
- Roncus mahnerti Ćurčić & Beron, 1981[51]
- Scaphoxium mahnerti Löbl, 2010[52]
- Scheloribates mahnerti Mahunka & Mahunka-Papp, 2008
- Schistura mahnerti Kottelat, 1990[53]
- Scutacarus mahnerti Mahunka, 1972
- Spelaeobochica mahnerti Viana & Ferreira, 2020[54]
- Sprentascaris mahnerti Petter & Cassone, 1984[55], désormais Raphidascaris (Sprentascaris) mahnerti (Petter & Cassone, 1984)
- Stenohya mahnerti Schawaller, 1994[56]
- Trichouropoda mahnerti Kontschán, 2015[57]
- Zodarion mahnerti Brignoli, 1984[58]
- Zyras (Pycnodonia) mahnerti Pace, 1996[13]

Un minéral, la mahnertite, est également nommé en l'honneur de ce zoologiste.

## Taxons décrits
Genres et sous-genres :
- Acanthocreagris Mahnert, 1974[60]
- Afroroncus Mahnert, 1981[61]
- Alectopsylla Mahnert, 1976[62]
- Attaleachernes Mahnert, 2009[63]
- Beierochelifer Mahnert, 1977[64]
- Beierowithius Mahnert, 1979[65]
- Caecatemnus Mahnert, 1985[66]
- Cardiolpium Mahnert, 1986[67]
- Ceratochernes Mahnert, 1994[68]
- Halominniza Mahnert, 1975[69]
- Leptocheiridium Mahnert & Schmidl, 2011[70]
- Microblothrus Mahnert, 1985[66]
- Phymatochernes Mahnert, 1979[65]
- Pseudomenthus Mahnert, 2007[71]
- Roncocreagris Mahnert, 1974, originellement décrit comme le sous-genre Microcreagris (Roncocreagris) Mahnert, 1974[60]
- Selachochernes Mahnert, 2011
- Spelaeobochica Mahnert, 2001[72]
- Spelaeochernes Mahnert, 2001[72]
- Sphaerowithius Mahnert, 1988[73]
- Xorilbia Harvey & Mahnert, 2006[74]

Espèces et sous-espèces :

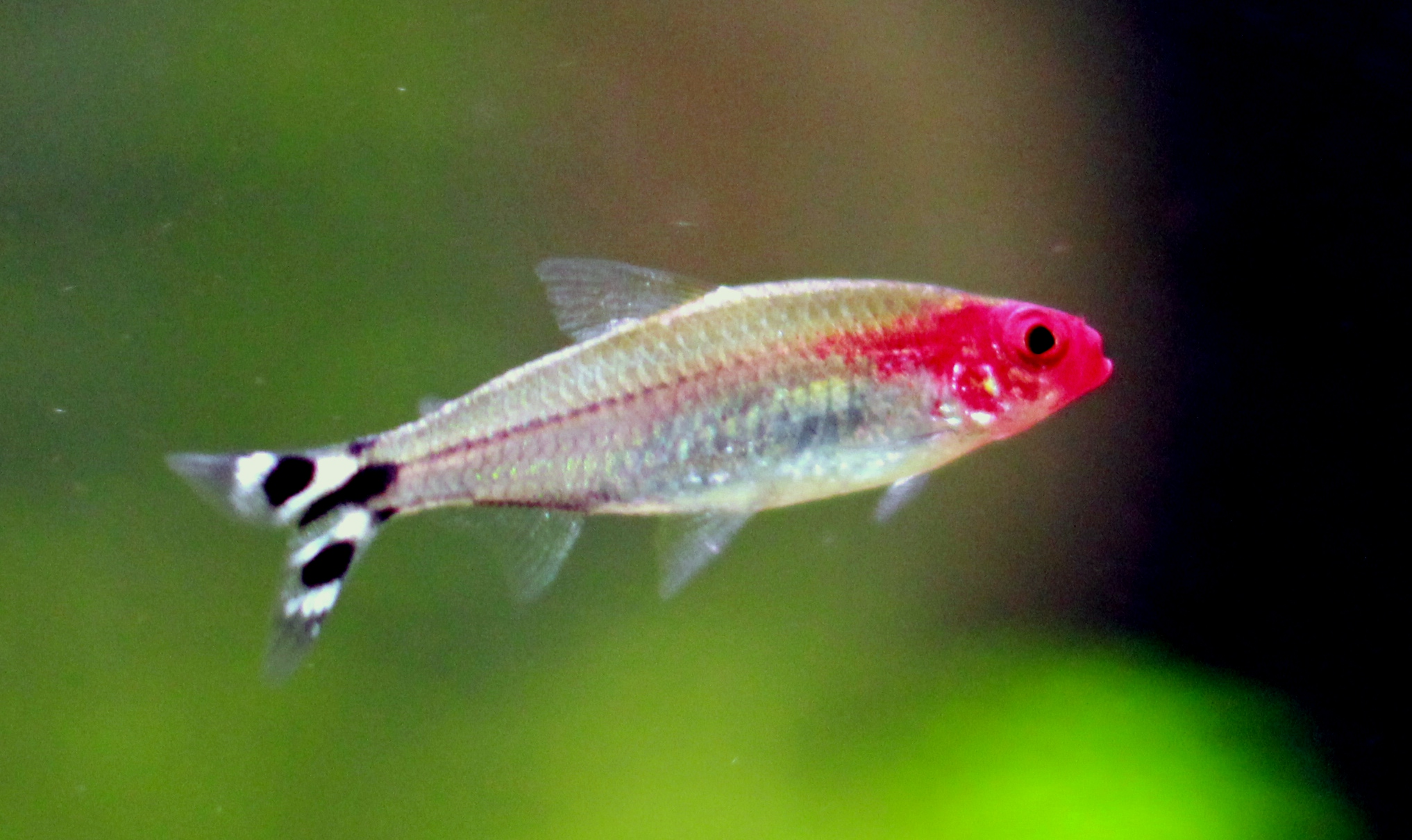
Hemigrammus bleheri Géry & Mahnert, 1986.

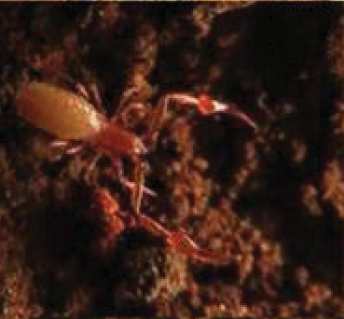
Ideoroncus cavicola Mahnert, 2001.

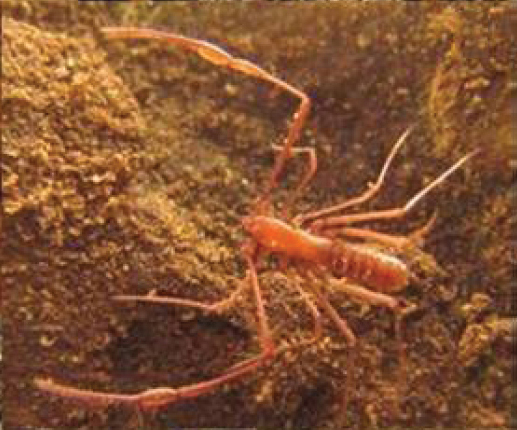
Spelaeobochica muchmorei Andrade & Mahnert, 2003.

- Acanthocreagris aelleni Mahnert, 1978
- Acanthocreagris beieri Mahnert, 1974[60]
- Acanthocreagris corcyraea Mahnert, 1976
- Acanthocreagris corsa Mahnert, 1974[60]
- Acanthocreagris leucadia epirensis Mahnert, 1974[60]
- Acanthocreagris lycaonis Mahnert, 1978
- Acanthocreagris obtusa Mahnert, 1976
- Acanthocreagris relicta Mahnert, 1977
- Acanthocreagris vachoni Mahnert, 1976
- Afrogarypus quadrimaculatus Mahnert, 2007
- Afroroncus kikuyu Mahnert, 1981
- Afroroncus sulcatus Mahnert, 1981
- Albiorix gracilis Mahnert, 1985
- Albiorix lamellifer Mahnert, 1985
- Alectopsylla unisetosa Mahnert, 1976[62]
- Allochernes longepilosus Mahnert, 1997[75]
- Allochernes maroccanus Mahnert, 1976[76]
- Allochernes peregrinans Mahnert, 2009
- Amblyolpium graecum Mahnert, 1976
- Americhernes bethaniae Mahnert, 1979
- Americhernes incertus Mahnert, 1979
- Anaperochernes margaritifer Mahnert, 1985
- Apocheiridium cavicola Mahnert, 1993[77]
- Apocheiridium lienhardi Mahnert, 2011
- Apocheiridium pallidum Mahnert, 1982
- Apolpiolum gigas Mahnert, 1980
- Attaleachernes thaleri Mahnert, 2009[63]
- Barbus condei Mahnert & Géry, 1982
- Barbus prionacanthus Mahnert & Géry, 1982
- Beierolpium benoiti Mahnert, 1978
- Beierolpium flavum Mahnert, 1984
- Beierolpium holmi Mahnert, 1982
- Beierolpium kerioense Mahnert, 1982
- Beierolpium tanense Mahnert, 1982
- Beierolpium vanharteni Mahnert, 2007[71]
- Bisetocreagris baozinensis Mahnert & Li, 2016
- Bisetocreagris cavernarum Mahnert & Li, 2016
- Bisetocreagris chuanensis Mahnert & Li, 2016
- Bisetocreagris juanxuae Mahnert & Li, 2016
- Brycinus derhami Géry & Mahnert, 1977
- Brycinus longipinnis bagbeensis Géry & Mahnert, 1977
- Caecatemnus setosipygus Mahnert, 1985[66]
- Caffrowithius biseriatus Mahnert, 1983
- Caffrowithius planicola Mahnert, 1982
- Calocheiridius gracilipalpus Mahnert, 1982
- Calocheirus gracilis Mahnert, 1991
- Calocheirus mirus Mahnert, 1986
- Calocheirus tenerifae Mahnert, 2002
- Catatemnus exiguus Mahnert, 1978
- Catatemnus granulatus Mahnert, 1978
- Ceratochernes granulatus Mahnert, 1994
- Ceratochernes guanophilus Mahnert, 1994
- Ceriochernes amazonicus Mahnert, 1985
- Cheiridium brasiliense Mahnert, 2001
- Cheiridium perreti Mahnert, 1982
- Cheiridium somalicum Mahnert, 1984
- Cheiridium tumidum Mahnert, 1982
- Chelanops gracilipalpus Mahnert, 2011
- Chelanops gracilipes Mahnert, 2011
- Chelanops peruanus Mahnert, 1984
- Chthonius apollinis Mahnert, 1978
- Chthonius atlantis Mahnert, 1980, désormais Ephippiochthonius atlantis (Mahnert, 1980)
- Chthonius balearicus Mahnert, 1977, désormais Ephippiochthonius balearicus (Mahnert, 1977)
- Chthonius bellesi Mahnert, 1989, désormais Ephippiochthonius bellesi (Mahnert, 1989)
- Chthonius cabreriensis Mahnert, 1993, désormais Ephippiochthonius cabreriensis (Mahnert, 1993)
- Chthonius corcyraeus Mahnert, 1976, désormais Ephippiochthonius corcyraeus (Mahnert, 1976)
- Chthonius creticus Mahnert, 1980, désormais Ephippiochthonius creticus (Mahnert, 1980)
- Chthonius daedaleus Mahnert, 1980, désormais Ephippiochthonius daedaleus (Mahnert, 1980)
- Chthonius dubius Mahnert, 1993, désormais Occidenchthonius dubius (Mahnert, 1993)
- Chthonius girgentiensis Mahnert, 1982, désormais Ephippiochthonius girgentiensis (Mahnert, 1982)
- Chthonius gracilimanus Mahnert, 1997, désormais Occidenchthonius gracilimanus (Mahnert, 1997)
- Chthonius herbarii Mahnert, 1980
- Chthonius hungaricus Mahnert, 1981
- Chthonius imperator Mahnert, 1978
- Chthonius longesetosus Mahnert, 1976, désormais Ephippiochthonius longesetosus (Mahnert, 1976)
- Chthonius lopezi Mahnert, 2011, désormais Occidenchthonius lopezi (Mahnert, 2011)
- Chthonius lucifugus Mahnert, 1977
- Chthonius maltensis Mahnert, 1975[78]
- Chthonius maroccanus Mahnert, 1980, désormais Ephippiochthonius maroccanus (Mahnert, 1980)
- Chthonius minous Mahnert, 1980, désormais Ephippiochthonius minous (Mahnert, 1980)
- Chthonius minous minous Mahnert, 1980, désormais Ephippiochthonius minous minous (Mahnert, 1980)
- Chthonius minous peramae Mahnert, 1980, désormais Ephippiochthonius minous peramae (Mahnert, 1980)
- Chthonius nidicola Mahnert, 1979, désormais Ephippiochthonius nidicola (Mahnert, 1979)
- Chthonius nudipes Mahnert, 1982, désormais Ephippiochthonius nudipes (Mahnert, 1982)
- Chthonius platakisi Mahnert, 1980, désormais Ephippiochthonius platakisi (Mahnert, 1980)
- Chthonius poeninus Mahnert, 1979, désormais Globochthonius poeninus (Mahnert, 1979)
- Chthonius ponsi Mahnert, 1993
- Chthonius ponticoides Mahnert, 1975[79]
- Chthonius rimicola Mahnert, 1993
- Chthonius samius Mahnert, 1982
- Chthonius sestasi Mahnert, 1980
- Chthonius setosus Mahnert, 1993
- Chthonius strinatii Mahnert, 1975[79]
- Chthonius tamaran Mahnert, 2011
- Chthonius tenerifae Mahnert, 2011
- Chthonius thessalus Mahnert, 1980
- Chthonius tzanoudakisi Mahnert, 1975[79]
- Creagrutus paraguayensis Mahnert & Géry, 1988
- Creagrutus pearsoni Mahnert & Géry, 1988
- Cryptocheiridium confundens Mahnert, 2014
- Ctenophthalmus (Ethioctenophthalmus) digitosignatus Mahnert, 1977[80]
- Cyclatemnus brevidigitatus Mahnert, 1978
- Dactylochelifer arabicus Mahnert, 1991
- Dactylochelifer besucheti Mahnert, 1978[81]
- Dactylochelifer scaurus Mahnert, 1978[81]
- Dactylochelifer vtorovi Mahnert, 1977
- Dasychernes panamensis Mahnert, 1987
- Dasychernes roubiki Mahnert, 1987
- Dasychernes trigonae Mahnert, 1987
- Dhanus pohli Mahnert, 2007
- Dhanus socotraensis Mahnert, 2007
- Dhanus taitii Mahnert, 2007[71]
- Dolichowithius intermedius Mahnert, 1979
- Dolichowithius mediofasciatus Mahnert, 1979
- Dolichowithius minutus Mahnert, 1979
- Elattogarypus cicatricosus Mahnert, 2007[71]
- Elattogarypus somalicus Mahnert, 1984
- Feaella perreti Mahnert, 1982
- Garypinus nicolaii Mahnert, 1988
- Garypus darsahensis Mahnert, 2007[71]
- Garypus granosus Mahnert, 2014
- Garypus marmoratus Mahnert, 1982
- Garypus occultus Mahnert, 1982
- Geogarypus amazonicus Mahnert, 1979
- Geogarypus ocellatus Mahnert, 1978
- Geogarypus plumatus Mahnert, 1982
- Geogarypus pseudocurtus Mahnert, 1982
- Geogarypus quadrimaculatus Mahnert, 2007[71]
- Geogarypus stellifer Mahnert, 1982
- Halominniza oromii Mahnert, 1997
- Halominniza parentorum Mahnert, 1975[69]
- Halominniza taitii Mahnert, 2007[71]
- Haplochernes nanus Mahnert, 1975[69]
- Hectopsylla gracilis Mahnert, 1982
- Hemigrammus bleheri Géry & Mahnert, 1986
- Hyphessobrycon guarani Mahnert & Géry, 1987
- Hyphessobrycon procerus Mahnert & Géry, 1987
- Hyphessobrycon pytai Géry & Mahnert, 1993
- Ideobisium amazonicum Mahnert, 1979, désormais Ideoblothrus amazonicus (Mahnert, 1979)
- Ideobisium baloghi Mahnert, 1978
- Ideobisium brasiliense Mahnert, 1979, désormais Ideoblothrus brasiliensis (Mahnert, 1979)
- Ideobisium caecum Mahnert, 1979, désormais Ideoblothrus caecus (Mahnert, 1979)
- Ideobisium schusteri Mahnert, 1985
- Ideobisium zicsii Mahnert, 1978
- Ideoblothrus emigrans Mahnert, 2014
- Ideoblothrus galapagensis Mahnert, 2014
- Ideoblothrus levipalpus Mahnert, 1985
- Ideoblothrus paraensis Mahnert, 1985
- Ideoblothrus tenuis Mahnert, 1985
- Ideoroncus anophthalmus Mahnert, 1984
- Ideoroncus arboricola Mahnert, 1979
- Ideoroncus beieri Mahnert, 1984
- Ideoroncus cavicola Mahnert, 2001
- Ideoroncus divisus Mahnert, 1984
- Ideoroncus paranensis Mahnert, 1984
- Ideoroncus setosus Mahnert, 1984
- Lagynochthonius curvidigitatus Mahnert, 1997
- Lagynochthonius insulanus Mahnert, 2007[71]
- Lagynochthonius lopezi Mahnert, 2011
- Lagynochthonius microdentatus Mahnert, 2011
- Lagynochthonius oromii Mahnert, 2011
- Lagynochthonius subterraneus Mahnert, 2011
- Lagynochthonius tenuimanus Mahnert, 2011
- Lechytia dentata Mahnert, 1978
- Leporinus falcipinnis Mahnert, Géry & Muller, 1997
- Leptocheiridium pfeiferae Mahnert & Schmidl, 2011[70]
- Levigatocreagris hamatus Leclerc & Mahnert, 1988[82]
- Lophochelifer gracilipes Mahnert, 1988, désormais Lissochelifer gracilipes (Mahnert, 1988)
- Lophochelifer nairobiensis Mahnert, 1988, désormais Lissochelifer nairobiensis (Mahnert, 1988)
- Maxchernes iporangae Mahnert & Andrade, 1998
- Megachernes glandulosus Mahnert, 2009
- Megachernes tuberosus Mahnert, 2009
- Mesochelifer ressli Mahnert, 1981
- Metastivalius novaehiberniae Beaucournu & Mahnert, 1988
- Micratemnus crassipes Mahnert, 1983
- Microblothrus tridens Mahnert, 1985
- Microchelifer dentatus Mahnert, 1988
- Microcreagrina cavicola Mahnert, 1993
- Microcreagrina gomerae Mahnert, 1993
- Microcreagrina madeirensis Mahnert, 1993
- Microcreagrina subterranea Mahnert, 1993
- Microcreagris leucadia Mahnert, 1972
- Minniza antonii Mahnert, 2009
- Minniza barkhamae Mahnert, 1991
- Minniza elegans Mahnert, 1991
- Minniza gallagheri Mahnert, 1991
- Minniza levisetosa Mahnert, 1991
- Minniza monticola Mahnert, 1991
- Minniza nigrimanus Mahnert, 1991
- Miratemnus kenyaensis Mahnert, 1983
- Myrmecowithius buettikeri Mahnert, 1980
- Myrmecowithius paradoxus Mahnert, 1980
- Nannobisium beieri Mahnert, 1979
- Negroroncus azanius Mahnert, 1981
- Negroroncus densedentatus Mahnert, 1981
- Negroroncus gregoryi Mahnert, 1981
- Negroroncus kerenyaga Mahnert, 1981
- Negroroncus silvicola Mahnert, 1981
- Negroroncus tsavoensis Mahnert, 1981
- Neobisium (Blothrus) cervelloi Mahnert, 1977
- Neobisium (Blothrus) hians Mahnert, 1979
- Neobisium (Blothrus) kwartirnikovi Mahnert, 1972
- Neobisium (Blothrus) monasterii Mahnert, 1977
- Neobisium (Neobisium) bosnicum ondriasi Mahnert, 1973
- Neobisium (Neobisium) intermedium Mahnert, 1974
- Neobisium (Neobisium) phitosi Mahnert, 1973
- Neobisium (Neobisium) reductum Mahnert, 1977
- Neobisium (Ommatoblothrus) gaditanum Mahnert, 1977
- Neobisium (Ommatoblothrus) patrizii romanum Mahnert, 1980
- Neobisium (Ommatoblothrus) paucedentatum Mahnert, 1982
- Neobisium (Ommatoblothrus) phaeacum Mahnert, 1973
- Neobisium (Ommatoblothrus) samniticum Mahnert, 1980
- Neocheiridium africanum Mahnert, 1982
- Neocheiridium pusillum Mahnert, 1982
- Neocheiridium strinatii Mahnert & Aguiar, 1986
- Neocheiridium triangulare Mahnert & Aguiar, 1986
- Nesowithius dilatimanus Mahnert, 1988
- Nhatrangia ceylonensis Mahnert, 1984
- Nudochernes gracilimanus Mahnert, 1982
- Nudochernes lipsae Mahnert, 2003
- Nudochernes troglobius Mahnert, 2009
- Olpium flavum Mahnert, 2007[71]
- Olpium halophilum Mahnert, 1982
- Olpium kuriense Mahnert, 2007[71]
- Olpium milneri Mahnert, 2007[71]
- Olpium omanense Mahnert, 1991
- Olpium socotraense Mahnert, 2007[71]
- Olpium vanharteni Mahnert, 2007[71]
- Pachyolpium atlanticum Mahnert & R. Schuster, 1981[83]
- Pachyolpium irmgardae Mahnert, 1979
- Parachernes (Parachernes) adisi Mahnert, 1979
- Parachernes (Parachernes) gracilimanus Mahnert, 1986[84]
- Parachernes (Parachernes) inpai Mahnert, 1979
- Parachernes niger Mahnert, 1987
- Parachernes (Parachernes) ovatus Mahnert, 1979
- Parachernes (Parachernes) pulcher Mahnert, 1979
- Parachernes (Parachernes) setiger Mahnert, 1979
- Paraliochthonius azanius Mahnert, 1986
- Paraliochthonius galapagensis Mahnert, 2014
- Paraliochthonius litoralis Mahnert, 2014
- Paraliochthonius martini Mahnert, 1989
- Paraliochthonius mirus Mahnert, 2002
- Paraliochthonius pecki Mahnert, 2014
- Paraliochthonius rupicola Mahnert, 2014
- Paraliochthonius tenebrarum Mahnert, 1989
- Paramenthus nanus Mahnert, 2007[71]
- Parawithius (Victorwithius) coniger Mahnert, 1979, désormais Victorwithius coniger (Mahnert, 1979)
- Parawithius (Victorwithius) gracilimanus Mahnert, 1979, désormais Victorwithius gracilimanus (Mahnert, 1979)
- Parobisium martii Mahnert, 2003
- Parobisium scaurum Mahnert, 2003
- Parobisium titanium Mahnert, 2003
- Petterchernes tuberculatus Mahnert, 1994
- Phymatochernes crassimanus Mahnert, 1979
- Piabarchus torrenticola Mahnert & Géry, 1988
- Pilochelifer insularis gracilior Mahnert, 1975[69]
- Plesiochernes bergeri Mahnert, 1978, désormais Caffrowithius bergeri (Mahnert, 1978)
- Plocopsylla angusticeps Mahnert, 1982
- Progarypus gracilis Mahnert, 2001
- Progarypus liliae Mahnert, 2001
- Progarypus nigrimanus Mahnert, 2001
- Progarypus setifer Mahnert, 2001
- Pseudoblothrus infernus Mahnert, 2011
- Pseudoblothrus oromii Mahnert, 1990
- Pseudoblothrus vulcanus Mahnert, 1990
- Pseudochernes arabicus Mahnert, 1991
- Pseudochiridium kenyense Mahnert, 1982
- Pseudochthonius arabicus Mahnert, 2014
- Pseudochthonius beieri Mahnert, 1978
- Pseudochthonius biseriatus Mahnert, 2001
- Pseudochthonius gracilimanus Mahnert, 2001
- Pseudochthonius perreti Mahnert, 1986
- Pseudochthonius ricardoi Mahnert, 2001
- Pseudochthonius tuxeni Mahnert, 1979
- Pseudohorus embuensis Mahnert, 1982
- Pseudohorus luscus Mahnert, 1982
- Pseudohorus pilosus Mahnert, 1982
- Pseudohorus vermis Mahnert, 1982
- Pseudomenthus spinifer Mahnert, 2007[71]
- Pseudomenthus uniseriatus Mahnert, 2007
- Pseudopilanus crassifemoratus Mahnert, 1985
- Pseudorhacochelifer canariensis Mahnert, 1997
- Pycnowithius cavernicola Mahnert, 1988
- Rhacochelifer barkhamae Mahnert, 1980
- Rhacochelifer corcyrensis procerus Mahnert, 1978
- Rhacochelifer euboicus Mahnert, 1977[64]
- Rhacochelifer gracilimanus Mahnert, 1993
- Rhacochelifer sonyae Mahnert, 1991
- Rhacochelifer spiniger Mahnert, 1978, désormais Pseudorhacochelifer spiniger (Mahnert, 1978)
- Roncocreagris beieri Mahnert, 1976
- Roncus boneti tarbenae Mahnert, 1977
- Roncus comasi Mahnert, 1985
- Roncus corcyraeus minor Mahnert, 1975[79]
- Roncus gasparoi Mahnert & Gardini, 2014
- Roncus giachinoi Mahnert & Gardini, 2014
- Roncus giganteus Mahnert, 1973
- Roncus paolettii Mahnert, 1980
- Roncus pieperi Mahnert & Gardini, 2014
- Roncus puddui Mahnert, 1976
- Roncus viti Mahnert, 1974[85]
- Selachochernes allodentatus Mahnert, 2011
- Serianus elongatus Mahnert, 2014
- Serianus maritimus Mahnert, 2014
- Serianus sahariensis Mahnert, 1988
- Spelaeobochica allodentatus Mahnert, 2001
- Spelaeobochica iuiu Ratton, Mahnert & Ferreira, 2012
- Spelaeobochica muchmorei Andrade & Mahnert, 2003[86]
- Spelaeochernes altamirae Mahnert, 2001
- Spelaeochernes armatus Mahnert, 2001
- Spelaeochernes bahiensis Mahnert, 2001
- Spelaeochernes dentatus Mahnert, 2001
- Spelaeochernes dubius Mahnert, 2001
- Spelaeochernes eleonorae Mahnert, 2001
- Spelaeochernes gracilipalpus Mahnert, 2001
- Spelaeochernes pedroi Mahnert, 2001
- Sphaerowithius ansieae Harvey & Mahnert, 2015[87]
- Stenolpium fasciculatum Mahnert, 1984
- Thaumastogarypus mancus Mahnert, 1982
- Thaumatowithius aberrans Mahnert, 1975[69]
- Titanatemnus tanensis Mahnert, 1983
- Tridenchthonius beieri Mahnert, 1983
- Tridenchthonius brasiliensis Mahnert, 1979
- Typhloceras poppei orientalis Mahnert & Beaucournu, 1985[88]
- Tyrannochthonius akaelus Mahnert, 2009
- Tyrannochthonius amazonicus Mahnert, 1979
- Tyrannochthonius antridraconis Mahnert, 2009
- Tyrannochthonius brasiliensis Mahnert, 1979
- Tyrannochthonius confusus Mahnert, 1986
- Tyrannochthonius ferox Mahnert, 1978, désormais Lagynochthonius ferox (Mahnert, 1978)
- Tyrannochthonius (Lagynochthonius?) flavus Mahnert, 1986, désormais Lagynochthonius flavus (Mahnert, 1986)
- Tyrannochthonius ganshuanensis Mahnert, 2009
- Tyrannochthonius gomyi Mahnert, 1975[69]
- Tyrannochthonius (Lagynochthonius) guasirih Mahnert, 1988, désormais Lagynochthonius guasirih (Mahnert, 1988)
- Tyrannochthonius (Tyrannochthonius) irmleri Mahnert, 1979, désormais Lagynochthonius irmleri (Mahnert, 1979)
- Tyrannochthonius (Lagynochthonius?) kenyensis Mahnert, 1986, désormais Lagynochthonius kenyensis (Mahnert, 1986)
- Tyrannochthonius mahunkai Mahnert, 1978
- Tyrannochthonius migrans Mahnert, 1979
- Tyrannochthonius (Tyrannochthonius) minor Mahnert, 1979, désormais Lagynochthonius minor (Mahnert, 1979)
- Tyrannochthonius procerus Mahnert, 1978
- Tyrannochthonius pugnax Mahnert, 1978, désormais Lagynochthonius pugnax (Mahnert, 1978)
- Tyrannochthonius riberai Mahnert, 1984
- Tyrannochthonius rotundimanus Mahnert, 1985
- Tyrannochthonius setiger Mahnert, 1997
- Tyrannochthonius simulans Mahnert, 1986
- Tyrannochthonius superstes Mahnert, 1986
- Tyrannochthonius zicsii Mahnert, 1978, désormais Lagynochthonius zicsii (Mahnert, 1978)
- Withius arabicus Mahnert, 1980
- Withius brevidigitatus Mahnert, 1988
- Withius fuscus Mahnert, 1988
- Withius gracilipalpus Mahnert, 1988
- Withius nanus Mahnert, 1988
- Zaona cavicola Mahnert, 2001[72]

## Publications
Volker Mahnert est l'auteur de quelque 200 publications, dont :
Années 1960
- (de) Volker Mahnert, « Funde von Myotis oxygnathus (Monticelli) 1885 in Nordtirol (Oesterreich) und in der Schweiz », Revue suisse de zoologie, MHNG, vol. 76, no 4,‎ décembre 1969, p. 1039–1044 (ISSN 0035-418X, PMID 5393074, DOI 10.5962/BHL.PART.97051).

Années 1970
- (de) Volker Mahnert, « Trypanosomen aus alpinen Kleinsäugern Tirols (Österreich) », Berichte des naturwissenschaftlichen-medizinischen Verein Innsbruck, Innsbruck, Universitätsverlag Wagner (d), vol. 58,‎ décembre 1970, p. 131-142 (ISSN 0379-1416, OCLC 1759510, lire en ligne).
- (de) Volker Mahnert et Heinz Janetschek, « Bodenlebende Palpenläufer in den Alpen (Arachn., Palpigradida) », Oecologia, Springer Science+Business Media, vol. 4, no 1,‎ mars 1970, p. 106-110 (ISSN 0029-8549 et 1432-1939, PMID 28309039, DOI 10.1007/BF00390618).
- (de) Jan Prokopič et Volker Mahnert, « Über Helminthen der Kleinsäuger (Insectivora, Rodentia) Tirols (Österreichs) », Berichte des naturwissenschaftlichen-medizinischen Verein Innsbruck, Innsbruck, Universitätsverlag Wagner (d), vol. 58,‎ décembre 1970, p. 143-154 (ISSN 0379-1416, OCLC 1759510, lire en ligne).
- (de) Volker Mahnert, « Parasitologische Untersuchungen an alpinen Kleinsäugern: Ixodoidea (Acari) », Bulletin de la Société Entomologique Suisse, Société Entomologique Suisse (d), vol. 44, nos 3-4,‎ décembre 1971, p. 323-332 (ISSN 0036-7575 et 2297-539X, OCLC 1586648, DOI 10.5169/SEALS-401663, lire en ligne).
- (de) Volker Mahnert, « Parasitologische Untersuchungen an alpinen Kleinsäugern: Anoplura (Insecta) », Bulletin de la Société Entomologique Suisse, Société Entomologique Suisse (d), vol. 44, nos 3-4,‎ décembre 1971, p. 333-341 (ISSN 0036-7575 et 2297-539X, OCLC 1586648, DOI 10.5169/SEALS-401664, lire en ligne).
- (de) Volker Mahnert, « Parasitologische Untersuchungen an alpinen Kleinsäugern: Parasitische Milben (Acari) », Revue suisse de zoologie, MHNG, vol. 78, no 4,‎ décembre 1971, p. 909–935 (ISSN 0035-418X, PMID 5169369, DOI 10.5962/BHL.PART.97083).
- (de) Volker Mahnert, « Neobisium (Blothrus) kwartirnikovi nov. spec. (Pseudoscorpionidea) aus Bulgarien », Archives des Sciences, vol. 24,‎ 1972, p. 383-389 (ISSN 1661-464X et 0003-9705, OCLC 01482084, DOI 10.5169/SEALS-739709).
- (de) Volker Mahnert, « Über griechische Pseudoskorpione I: Microcreagris leucadia nov. spec. (Arachnida: Pseudoscorpiones, Neobisiidae) », Berichte des naturwissenschaftlichen-medizinischen Verein Innsbruck, Innsbruck, Universitätsverlag Wagner (d), vol. 59,‎ 1972, p. 51-56 (ISSN 0379-1416, OCLC 1759510, lire en ligne).
- (de) Volker Mahnert, « Zum auftreten von Kleinsäuger-Flöhen auf ihren wirten in Abhängigkeit von Jahreszeit und Höhenstufen », Oecologia, Springer Science+Business Media, vol. 8, no 4,‎ 1er décembre 1972, p. 400-418 (ISSN 0029-8549 et 1432-1939, PMID 28311260, DOI 10.1007/BF00367541).
- (en) Volker Mahnert, « [Grahamella and Sporozoa as blood parasites of Alpine small mammals (parasitological studies on Alpine small mammals VII)] », Acta Tropica, Elsevier, vol. 29, no 1,‎ 1er janvier 1972, p. 88-100 (ISSN 0001-706X et 1873-6254, PMID 4400657).
- (de) Volker Mahnert, « Über griechische Pseudoskorpione II: Höhlenpseudoskorpione (Pseudoscorpiones, Neobisiidae) von Korfu », Revue suisse de zoologie, MHNG, vol. 80,‎ 1973, p. 207–220 (ISSN 0035-418X, DOI 10.5962/BHL.PART.75941).
- (de) Volker Mahnert, « Drei neue Neobisiidae (Arachnida: Pseudoscorpiones) von den Ionischen Inseln (Über griechische Pseudoskorpione III) », Berichte des naturwissenschaftlichen-medizinischen Verein Innsbruck, Innsbruck, Universitätsverlag Wagner (d), vol. 60,‎ 1973, p. 27-39 (ISSN 0379-1416, OCLC 1759510).
- Volker Mahnert, « Quelques parasites (Anoplura, Siphonaptera) de micromammifères nouveaux pour la  région de Genève », Bulletin de la Société Entomologique Suisse, Société Entomologique Suisse (d), vol. 47, nos 3-4,‎ 1974, p. 327-330 (ISSN 0036-7575 et 2297-539X, OCLC 1586648, DOI 10.5169/SEALS-401746, lire en ligne).
- (de) Volker Mahnert, « Über höhlenbewohnende Pseudoskorpione (Neobisiidae, Pseudoscorpiones) aus Süd- und Osteuropa », Revue suisse de zoologie, MHNG, vol. 81,‎ 1974, p. 205–218 (ISSN 0035-418X, DOI 10.5962/BHL.PART.76002).
- (de) Volker Mahnert, « Einige Pseudoskorpione aus Israel », Revue suisse de zoologie, MHNG, vol. 81, no 2,‎ juin 1974, p. 377–386 (ISSN 0035-418X, DOI 10.5962/BHL.PART.76009).
- (de) Volker Mahnert, « Acanthocreagris nov. gen. mit Bemerkungen zur Gattung Microcreagris (Pseudoscorpiones, Neobisiidae) (Über griechische Pseudoskorpione IV) », Revue suisse de zoologie, MHNG, vol. 81, no 4,‎ 1974a, p. 845–885 (ISSN 0035-418X, DOI 10.5962/BHL.PART.76047).
- (de) Volker Mahnert, « Roncus viti n. sp. (Arachnida, Pseudoscorpiones) aus dem Iran », Berichte des naturwissenschaftlichen-medizinischen Verein Innsbruck, Innsbruck, Universitätsverlag Wagner (d), vol. 61,‎ 1974b, p. 87-91 (ISSN 0379-1416, OCLC 1759510).
- (de) Volker Mahnert, « Griechische Höhlenpseudoskorpione », Revue suisse de zoologie, MHNG, vol. 82, no 1,‎ 1975a, p. 169–184 (ISSN 0035-418X, DOI 10.5962/BHL.PART.78261).
- (de) Volker Mahnert, « Pseudoskorpione der Insel Réunion und von T.F.A.I. (Djibouti) », Revue suisse de zoologie, MHNG, vol. 82, no 3,‎ 1975b, p. 539–561 (ISSN 0035-418X, DOI 10.5962/BHL.PART.78275, lire en ligne).
- (it) Volker Mahnert, « Pseudoscorpione von den Maltesischen Inseln », Fragmenta Entomologica, PAGEPress (Italy) (d), vol. 11,‎ 1975c, p. 185-197 (ISSN 0429-288X et 2284-4880).
- (de) Volker Mahnert, « Zur Kenntnis der Gattungen Acanthocreagris und Roncocreagris (Arachnida, Pseudoscorpiones, Neobisiidae) », Revue suisse de zoologie, MHNG, vol. 83, no 1,‎ 1976a, p. 193–214 (ISSN 0035-418X, DOI 10.5962/BHL.PART.91436).
- Volker Mahnert, « Catalogue des types de poissons, amphibiens et reptiles du Muséum d'Histoire naturelle de Genève », Revue suisse de zoologie, MHNG, vol. 83,‎ 1976b, p. 471–496 (ISSN 0035-418X, DOI 10.5962/BHL.PART.118840).
- (en) Volker Mahnert, « Alectopsylla unisetosa nov. gen., nov. spec. (Siphonaptera, Ischnopsyllidae) from Argentina », Revue suisse de zoologie, MHNG, vol. 83, no 3,‎ 1976c, p. 769-776 (ISSN 0035-418X, PMID 1019569, DOI 10.5962/BHL.PART.91463, lire en ligne).
- (de) Volker Mahnert, « Zwei neue Pseudoskorpion-Arten (Arachnida, Pseudoscorpiones) aus marokkanischen Höhlen », International Journal of Speleology, Società Speleologica Italiana (d), vol. 8,‎ 1976d, p. 375-381 (ISSN 0392-6672, 1827-806X et 1827-7713, DOI 10.5038/1827-806X.8.4.6).
- (de) Volker Mahnert, « Zwei neue Pseudoskorpion-Arten (Arachnida) aus griechischen Höhlen (Über griechische Pseudoskorpione VII) », Berichte des naturwissenschaftlichen-medizinischen Verein Innsbruck, Innsbruck, Universitätsverlag Wagner (d), vol. 63,‎ 1976e, p. 177-183 (ISSN 0379-1416, OCLC 1759510).
- Volker Mahnert, « Pseudoscorpions des grottes de la Sardaigne », Fragmenta Entomologica, PAGEPress (Italy) (d), vol. 12,‎ 1976f, p. 309-316 (ISSN 0429-288X et 2284-4880).
- Volker Mahnert et Jacques Géry, « La mâchoire supérieure de certains Barbus s.l. (Pisces, Cypriniformes) africains », Revue suisse de zoologie, MHNG, vol. 84, no 1,‎ 1er mars 1977, p. 229-236 (ISSN 0035-418X, PMID 877510, DOI 10.5962/BHL.PART.91383).
- Jacques Géry et Volker Mahnert, « Description d'une espèce et d'une sous-espèce nouvelles d'Afrique occidentale du genre Brycinus (Pisces, Cypriniformes, Characoidei), avec une revue de la super-espèce Brycinus longipinnis (Günther, 1864) », Revue suisse de zoologie, MHNG, vol. 84,‎ 1977, p. 617–643 (ISSN 0035-418X, DOI 10.5962/BHL.PART.91412).
- (en) Volker Mahnert, « A new Ctenophthalmus (Siphonaptera) from Ivory Coast », Revue suisse de zoologie, MHNG, vol. 84,‎ 1977a, p. 869–872 (ISSN 0035-418X, DOI 10.5962/BHL.PART.91430).
- (de) Volker Mahnert, « Über einige Atemnidae und Cheliferidae Griechenlands (Pseudoscorpiones) », Bulletin de la Société Entomologique Suisse, Société Entomologique Suisse (d), vol. 50,‎ 1977b, p. 67-74 (ISSN 0036-7575 et 2297-539X, OCLC 1586648, DOI 10.5169/SEALS-401837, lire en ligne).
- Volker Mahnert, « Etude comparative des trichobothries de pseudoscorpions au microscope électronique à balayage », Comptes Rendus des Séances de la Société de Physique et d'Histoire Naturelle de Genève, nouvelle série, vol. 11,‎ 1977c, p. 96-99 (ISSN 0583-8401).
- (de) Volker Mahnert, « Pseudoskorpione (Arachnida) aus dem Tien-Shan », Berichte des naturwissenschaftlichen-medizinischen Verein Innsbruck, Innsbruck, Universitätsverlag Wagner (d), vol. 64,‎ 1977d, p. 89-95 (ISSN 0379-1416, OCLC 1759510).
- (de) Volker Mahnert, « Spanische Höhlenpseudoskorpione », Miscelánea Zoológica, Barcelone, vol. 4,‎ 1977e, p. 61-104 (ISSN 0540-3278 et 2339-7322, OCLC 1785987).
- (de) Volker Mahnert, « Zwei neue Rhacochelifer-Arten aus dem westlichen Mediterrangebiet und Wiederbeschreibung von Chelifer heterometrus L.Koch », Comptes Rendus des Séances de la Société de Physique et d'Histoire Naturelle de Genève, nouvelle série, vol. 12,‎ 1978a, p. 14-24 (ISSN 0583-8401).
- (de) Volker Mahnert, « Zwei neue Dactylochelifer-Arten aus Spanien und von Mallorca (Pseudoscorpiones) », Eos, vol. 52,‎ 1978b, p. 149-157 (ISSN 0013-9440, OCLC 609933405, lire en ligne).
- (de) Volker Mahnert, « Pseudoskorpione (Arachnida) aus der Höhle Sisco (Korsika) », Revue suisse de zoologie, MHNG, vol. 85,‎ 1978c, p. 381–384 (ISSN 0035-418X, DOI 10.5962/BHL.PART.82240).
- (de) Volker Mahnert, « Pseudoskorpione (ausgenommen Olpiidae, Garypidae) aus Congo-Brazzaville (Arachnida, Pseudoscorpiones) », Folia entomologica hungarica, Musée hongrois des sciences naturelles et Société entomologique hongroise (d), vol. 31,‎ 1978d, p. 69-133 (ISSN 0373-9465 et 2786-2798, lire en ligne).
- (de) Volker Mahnert, « Die Pseudoskorpiongattung Toxochernes Beier, 1932 », Symposia of the Zoological Society of London, ZSL, vol. 42,‎ 1978e, p. 309-315 (ISSN 0084-5612, OCLC 810622119).
- (de) Volker Mahnert, « Weitere Pseudoskorpione (Arachnida Pseudoscorpiones) aus griechischen Höhlen », Annales Musei Goulandris, vol. 4,‎ 1978f, p. 273-298 (ISSN 0302-1033).
- Volker Mahnert, « Contributions à l'étude de la faune terrestre des îles granitiques de l'archipel des Séchelles (Mission P.L.G. Benoit - J.J. Van Mol 1972). Pseudoscorpiones », Revue zoologique africaine, Bruxelles, vol. 92,‎ 1978g, p. 867-888.
- (de) Willy Büttiker et Volker Mahnert, « Vorläufige Liste der Anoplura (Insecta) der Schweiz », Bulletin de la Société Entomologique Suisse, Société Entomologique Suisse (d), vol. 51,‎ 1978, p. 299 (ISSN 0036-7575 et 2297-539X, OCLC 1586648, DOI 10.5169/SEALS-401888, lire en ligne).
- (de) Volker Mahnert, « Pseudoskorpione (Arachnida) aus Höhlen der Türkei und des Kaukasus », Revue suisse de zoologie, MHNG, vol. 86,‎ 1979a, p. 259–266 (ISSN 0035-418X, DOI 10.5962/BHL.PART.82291).
- (de) Volker Mahnert, « Zwei neue Chthoniiden-Arten aus der Schweiz (Pseudoscorpiones) », Revue suisse de zoologie, MHNG, vol. 86,‎ 1979b, p. 501–507 (ISSN 0035-418X, DOI 10.5962/BHL.PART.82315).
- (de) Volker Mahnert, « Pseudoskorpione (Arachnida) aus dem Amazonas-Gebiet (Brasilien) », Revue suisse de zoologie, MHNG, vol. 86,‎ 1979c, p. 719–810 (ISSN 0035-418X, DOI 10.5962/BHL.PART.82338).
- (en) Volker Mahnert, « The identity of Microcreagris gigas Balzan (Pseudioscorpiones, Neobisiidae) », Bulletin of the British Arachnological Society, British Arachnological Society (d), vol. 4, no 8,‎ 1979d, p. 339-341 (ISSN 0524-4994, OCLC 01537128, lire en ligne).
- Volker Mahnert, « L'identité de Olpium chironomum L. Koch (Pseudoscorpions, Neobisiidae) », Revue Arachnologique, vol. 2,‎ 1979e, p. 249-252 (ISSN 0398-4346 et 2649-4868, lire en ligne).
- (de) Volker Mahnert, « Pseudoskorpione (Arachnida) aus Höhlen Griechenlands, insbesondere Kretas », Archives des Sciences, vol. 32,‎ 1979f, p. 213-233 (ISSN 1661-464X et 0003-9705, OCLC 01482084).

Années 1980
- (de) Volker Mahnert, « Zwei neue Chthonius-Arten (Pseudoscorpiones) aus Höhlen Marokkos », Bulletin de la Société Entomologique Suisse, Société Entomologique Suisse (d), vol. 53,‎ 1980a, p. 215-219 (ISSN 0036-7575 et 2297-539X, OCLC 1586648, DOI 10.5169/SEALS-401960, lire en ligne).
- (en) Volker Mahnert, « Pseudoscorpions from the Canary Islands », Entomologica Scandinavica et Insect Systematics & Evolution, vol. 11, no 3,‎ 1980b, p. 259-264 (ISSN 0013-8711, OCLC 1568004, BNF 42624422, DOI 10.1163/187631280794824677).
- (en) Volker Mahnert, « Arachnids of Saudi Arabia. Pseudoscorpiones », Fauna of Saudi Arabia, vol. 2,‎ 1980c, p. 32-48 (ISSN 1660-346X, OCLC 499280432).
- (en) Volker Mahnert, « In the tracks of Balzan in Paraguay », Newsletter of the British Arachnological Society, British Arachnological Society (d), vol. 27,‎ 1980d, p. 11-12.
- (en) V Mahnert, « Professor Dr. Max Beier, 1903-79 Obituary », Bulletin of the British Arachnological Society, British Arachnological Society (d), vol. 5, no 3,‎ 1980e, p. 115-116 (ISSN 0524-4994, OCLC 01537128, lire en ligne).
- (de) Volker Mahnert et Reinhart Schuster, « Pachyolpium atlanticum n. sp., ein Pseudoskorpion aus der Gezeitenzone der Bermudas - Morphologie und Ökologie (Pseudoscorpiones: Olpiidae) », Revue suisse de zoologie, MHNG, vol. 88,‎ 1981, p. 265–273 (ISSN 0035-418X, DOI 10.5962/BHL.PART.82371).
- (de) Volker Mahnert, « Pseudoscorpiones (Arachnida) aus Höhlen Italiens, mit Bemerkungen zur Gattung Pseudoblothrus », Le Grotte d'Italia, Società Speleologica Italiana (d), vol. 4, no 8,‎ 1981a, p. 21-38.
- (de) Volker Mahnert, « Chthonius (C.) hungaricus sp. n., eine neue Afterskorpion-Art aus Ungarn (Arachnida) », Folia entomologica hungarica, Musée hongrois des sciences naturelles et Société entomologique hongroise (d), vol. 33,‎ 1981b, p. 279-282 (ISSN 0373-9465 et 2786-2798, lire en ligne).
- (de) Volker Mahnert, « Die Pseudoskorpione (Arachnida) Kenyas. I. Neobisiidae und Ideoroncidae », Revue suisse de zoologie, MHNG, vol. 88,‎ 1981c, p. 535–559 (ISSN 0035-418X, DOI 10.5962/BHL.PART.82388).
- (de) Volker Mahnert, « Höhlenpseudoskorpione aus Norditalien und der dalmatinischen Insel Krk », Atti e Memorie della Commissione Grotte “Eugenio Boegan”, vol. 20,‎ 1981d, p. 95-100 (lire en ligne).
- (de) Volker Mahnert, « Taxonomische Irrwege: Olpium savignyi Simon, O.kochi Simon, O. bicolor Simon (Pseudoscorpiones) », Folia entomologica hungarica, Musée hongrois des sciences naturelles et Société entomologique hongroise (d), vol. 42(34),‎ 1981e, p. 95-99 (ISSN 0373-9465 et 2786-2798, lire en ligne).
- (de) Volker Mahnert, « Mesochelifer ressli n. sp., eine mit Chelifer cancroides (L.) verwechselte Art aus Mitteleuropa (Pseudoscorpiones, Cheliferidae) », Veröffentlichungen des Tiroler Landesmuseums Ferdinandeum, Innsbruck, vol. 61,‎ 1982a, p. 47-53 (ISSN 0379-0231).
- (de) Volker Mahnert, « Die Pseudoskorpione (Arachnida) Kenyas II. Feaellidae; Cheiridiidae », Revue suisse de zoologie, MHNG, vol. 89,‎ 1982b, p. 115–134 (ISSN 0035-418X, DOI 10.5962/BHL.PART.82432).
- (de) Volker Mahnert, « Die Pseudoskorpione (Arachnida) Kenyas. 3. Olpiidae », Monitore Zoologico Italiano Supplemento, Taylor & Francis, vol. 16, no 11,‎ 1982c, p. 263-304 (ISSN 0374-9444, OCLC 01629885, DOI 10.1080/00269786.1982.11758556).
- (en) Volker Mahnert, « Two new flea species in the genera Plocopsylla Jordan and Hectopsylla Frauenfeld (Insecta, Siphonaptera) from Argentina », Revue suisse de zoologie, MHNG, vol. 89,‎ 1982d, p. 567–572 (ISSN 0035-418X, DOI 10.5962/BHL.PART.82460).
- (de) Volker Mahnert, « Die Pseudoskorpione (Arachnida) Kenyas. IV. Garypidae », Annales Historico-Naturales Musei Nationalis Hungarici, Budapest, Musée national hongrois, vol. 74,‎ 1982e, p. 307-329 (ISSN 0521-4726, 0521-4726 et 2786-1368, lire en ligne).
- (de) Volker Mahnert, « Die Pseudoskorpione (Arachnida) Kenyas V. Chernetidae », Revue suisse de zoologie, MHNG, vol. 89,‎ 1982f, p. 691–712 (ISSN 0035-418X, DOI 10.5962/BHL.PART.82469).
- (en) Volker Mahnert, « The pseudoscorpion genus Corosoma Karsch, 1879, with remarks on Dasychernes Chamberlin, 1929 (Pseudoscorpiones, Chernetidae) », Journal of Arachnology, Lubbock, American Arachnological Society, vol. 10, no 1,‎ 1982g, p. 11-14 (ISSN 0161-8202 et 1937-2396, OCLC 2215102, JSTOR 3705114, lire en ligne).
- Volker Mahnert, « Sigles trichobothriaux chez les pseudoscorpions (Arachnida) », Atti della Società Toscana di Scienze Naturali, Processi Verbali et Comptes-Rendus du VIème Colloque d'Arachnologie d'Expression Française, Pise, vol. supp. 88,‎ 1982h, p. 185-192 (OCLC 472073914, lire en ligne).
- (de) Volker Mahnert, « Neue höhlenbewohnende Pseudoskorpione aus Spanien, Malta und Griechenland (Arachnida, Pseudoscorpiones) », Bulletin de la Société Entomologique Suisse, Société Entomologique Suisse (d), vol. 55,‎ 1982i, p. 297-304 (ISSN 0036-7575 et 2297-539X, OCLC 1586648, DOI 10.5169/SEALS-402038).
- (en) Volker Mahnert, « The pseudoscorpion genus Corosoma Karsch, 1879, with remarks on Dasychernes Chamberlin, 1929 (Pseudoscorpiones, Chernetidae) », Journal of Arachnology, Lubbock, American Arachnological Society, vol. 10, no 1,‎ 1982j, p. 11-14 (ISSN 0161-8202 et 1937-2396, OCLC 2215102, JSTOR 3705114, lire en ligne).
- Volker Mahnert et Jacques Géry, « Poissons du bassin de l'Ivindo. 9. Notes sur le genre Barbus (Cyprinidae) », Revue suisse de zoologie, MHNG, vol. 89,‎ 1982, p. 461–495 (ISSN 0035-418X, DOI 10.5962/BHL.PART.91466).
- (de) Volker Mahnert, « Die Pseudoskorpione Kenyas. VI. Dithidae (Arachnida) », Revue de zoologie africaine, vol. 97,‎ 1983a, p. 141-157 (ISSN 0251-074X, OCLC 1360958).
- (de) Volker Mahnert, « Die Pseudoskorpione Kenyas VII. Miratemnidae und Atemnidae », Revue suisse de zoologie, MHNG, vol. 90,‎ 1983b, p. 357–398 (ISSN 0035-418X, DOI 10.5962/BHL.PART.81982).
- (en) Volker Mahnert, « The genus Caffrowithius Beier, 1932, with the description of a new species from South Africa (Arachnida: Pseudoscorpiones) », Annals of the Natal Museum, Londres, Adlard and Son (d), vol. 25, no 2,‎ 1983c, p. 501-510 (ISSN 0304-0798 et 2305-2775, OCLC 1590722).
- (en) Volker Mahnert, « Pseudoscorpiones from the Hortobagy National Park (Arachnida) », The Fauna of the Hortobagy National Park, vol. 2,‎ 1983d, p. 361-363.
- (de) Volker Mahnert, « Forschungen an der Somalilandküste. Am Strand und auf den Dünen bei Sar Uanle. 36. Pseudoscorpiones (Arachnida) », Monitore Zoologico Italiano Supplemento, Taylor & Francis,‎ 1984a, p. 43-66 (ISSN 0374-9444, OCLC 01629885).
- (de) Volker Mahnert, « Beitrag zu einer besseren Kenntnis der Ideoroncidae (Arachnida: Pseudoscorpions), mit Beschreibung von sechs neuen Arten », Revue suisse de zoologie, MHNG, vol. 91,‎ 1984b, p. 651–686 (ISSN 0035-418X, DOI 10.5962/BHL.PART.81573).
- Volker Mahnert, « Pseudoscorpions (Arachnida) récoltés durant la mission spéologique espagnole au Pérou en 1977 », Revue Arachnologique, vol. 6,‎ 1984c, p. 17-28 (ISSN 0398-4346 et 2649-4868).
- (de) Volker Mahnert, « Forschungen An Der Somalilandküste. Am Strand Und Auf Den Dünen Bei Sar Uanle », Monitore Zoologico Italiano Supplemento, Taylor & Francis, vol. 19, no 1,‎ 1984d, p. 43-66 (ISSN 0374-9444, OCLC 01629885, DOI 10.1080/00269786.1984.11758578).
- Volker Mahnert et Jacques Géry, « Poissons Characoïdes (Characoidea) du Paraguay I: Xenurobrycon macropus Myers et Miranda Ribeiro », Revue suisse de zoologie, MHNG, vol. 91,‎ 1984, p. 497–513 (ISSN 0035-418X, DOI 10.5962/BHL.PART.81893).
- (en) Mark S. Harvey et Volker Mahnert, « Olpium L. Koch, 1873 (Arachnida, Pseudoscorpionida, Olpiidae): proposed designation of type species and related problems. Z. N. (S.) 2484 », Bulletin of Zoological Nomenclature, Londres, International Trust for Zoological Nomenclature (d), vol. 42,‎ 1985, p. 85–88 (ISSN 0007-5167 et 2057-0570, OCLC 1753468, DOI 10.5962/BHL.PART.870).
- Volker Mahnert et Jean-Claude Beaucournu, « Une nouvelle sous-espèce de Typhloceras poppei Wagner (Siphonaptera: Hystrichopsyllidae) d'Israël », Revue suisse de zoologie, MHNG, vol. 92,‎ 1985, p. 205–209 (ISSN 0035-418X, DOI 10.5962/BHL.PART.81610).
- (de) Volker Mahnert, « Die Pseudoskorpione (Arachnida) Kenyas. VIII. Chthoniidae », Revue suisse de zoologie, MHNG, vol. 92,‎ 1985a, p. 823–843 (ISSN 0035-418X, DOI 10.5962/BHL.PART.81915).
- (de) Volker Mahnert, « Weitere Pseudoskorpione (Arachnida) aus dem zentralen Amazonasgebiet (Brasilien) », Amazoniana, Max Planck Institute for Evolutionary Biology (d), vol. 9,‎ 1985b, p. 215-241 (ISSN 0065-6755, OCLC 5045745, 1125291795, 179962928, 1064799507 et 613241068, lire en ligne).
- Volker Mahnert, « Roncus (Parablothrus) comasi, espèce nouvelle d'une grotte de la Tunisie (Pseudoscorpiones, Neobisiidae) », Speleon, Oviedo et Barcelone, Université d'Oviedo et Centre Excursionista de Catalunya (d), vol. 26-27,‎ 1985c, p. 17-20 (ISSN 0490-4117, OCLC 5097058).
- (en) Volker Mahnert, « Pseudoscorpions (Arachnida) from the lower Amazon region », Revista Brasileira de Entomologia, Elsevier et Entomological Society of Brazil (d), vol. 29,‎ 1985d, p. 75–80 (ISSN 0085-5626 et 1806-9665).
- (en) Joachim Adis et Volker Mahnert, « On the natural history and ecology of Pseudoscorpiones (Arachnida) from an Amazonian blackwater inundation forest », Amazoniana, Max Planck Institute for Evolutionary Biology (d), vol. 9,‎ 1986, p. 297-314 (ISSN 0065-6755, OCLC 5045745, 1125291795, 179962928, 1064799507 et 613241068, lire en ligne).
- (en) Volker Mahnert et Joachim Adis, « On the occurrence and habitat of pseudoscorpiones (Arachnida) from Amazonian Forests of Brazil », Studies on Neotropical Fauna and Environment, Taylor & Francis, vol. 20, no 4,‎ 1985, p. 211-215 (ISSN 0165-0521 et 1744-5140, DOI 10.1080/01650528509360691).
- Volker Mahnert, « Arthropodes epigés du Massif de “San Juan de la Peña” (Jaca, Huesca). III. Pseudoscorpions », Pirineos. Revista de Ecología de Montaña, Madrid, CSIC, vol. 124,‎ 1986a, p. 73-86 (ISSN 0373-2568 et 1988-4281, OCLC 636943340).
- Volker Mahnert, « Parachernes gracilimanus n. sp., espèce nouvelle de Pseudoscorpion (Arachnida, Chernetidae) de l'Equateur », Revue suisse de zoologie, MHNG, vol. 93,‎ 1986b, p. 813–816 (ISSN 0035-418X, DOI 10.5962/BHL.PART.79515).
- Volker Mahnert, « Une nouvelle espèce du genre Tyrannochthonius Chamb. des îles Canaries, avec remarques sur les genres Apolpiolum Beier et Calocheirus Chamberlin (Arachnida, Pseudoscorpiones) », Mémoires de la Société royale d'entomologie de Belgique, Société royale belge d’entomologie, vol. 33,‎ 1986c, p. 143-153 (ISSN 0376-2025).
- (en) Volker Mahnert, Joachim Adis et Paulo F. Buhrnheim, « Key to the families of Amazonian Pseudoscorpiones (Arachnida) », Amazoniana, Max Planck Institute for Evolutionary Biology (d), vol. 10, no 1,‎ 1986, p. 21-40 (ISSN 0065-6755, OCLC 5045745, 1125291795, 179962928, 1064799507 et 613241068, lire en ligne).
- (de) Volker Mahnert et Nair Otaviano Aguiar, « Wiederbeschreibung von Neocheiridium corticum (Balzan, 1890) und Beschreibung von zwei neuen Arten der Gattung aus Südamerika (Pseudoscorpiones, Cheiridiidae) », Bulletin de la Société Entomologique Suisse, Société Entomologique Suisse (d), vol. 59,‎ 1986, p. 499-509 (ISSN 0036-7575 et 2297-539X, OCLC 1586648, DOI 10.5169/SEALS-402249).
- (de) Volker Mahnert, « Neue oder wenig bekannte, vorwiegend mit Insekten vergesellschaftete Pseudoskorpione (Arachnida) aus Südamerika », Bulletin de la Société Entomologique Suisse, Société Entomologique Suisse (d), vol. 60,‎ 1987, p. 403-416 (ISSN 0036-7575 et 2297-539X, OCLC 1586648, DOI 10.5169/SEALS-402290, lire en ligne).
- (en) J. Halperin et Volker Mahnert, « On some bark-inhabiting Pseudoscorpiones (Arachnida) from Israel », Israel Journal of Entomology, Entomological Society of Israel (d), vol. 21,‎ 1987, p. 127-128 (ISSN 0075-1243 et 2224-6304, OCLC 60619007, lire en ligne).
- Jacques Géry, Volker Mahnert et Carlo Dlouhy, « Poissons Characoïdes non Characidae du Paraguay (Pisces, Ostariophysi) », Revue suisse de zoologie, MHNG, vol. 94,‎ 1987, p. 357–464 (ISSN 0035-418X, DOI 10.5962/BHL.PART.79720).
- (de) Volker Mahnert, « Die Pseudoskorpione (Arachnida) Kenyas. Familien Withiidae und Cheliferidae », Tropical Zoology, Taylor & Francis, PAGEPress (Italy) (d) et FUP (d), vol. 1,‎ 1988a, p. 39-89 (ISSN 0394-6975 et 1970-9528, DOI 10.1080/03946975.1988.10539405).
- (de) Volker Mahnert, « Zwei neue Garypininae-Arten (Pseudoscorpiones: Olpiidae) aus Afrika mit Bemerkungen zu den Gattungen Serianus Chamberlin und Paraserianus Beier », Stuttgarter Beiträge zur Naturkunde (A), Stuttgart, Musée d'histoire naturelle de Stuttgart, vol. 420,‎ 1988b, p. 1-11 (ISSN 0341-0145 et 2193-5513, lire en ligne).
- Volker Mahnert, « Quelle horreur: des araignées sur timbres-poste ! », Musées de Genève, vol. 281,‎ 1888c, p. 6-12 (ISSN 0027-3821).
- (en) Philippe Leclerc et Volker Mahnert, « A new species of the genus Levigatocreagris Ćurčić (Pseudoscorpiones: Neobisiidae) from Thailand, with remarkable sexual dimorphism », Bulletin of the British Arachnological Society, British Arachnological Society (d), vol. 7, no 9,‎ 1988, p. 273-277 (ISSN 0524-4994, OCLC 01537128, lire en ligne).
- (en) Joachim Adis, Volker Mahnert, José W. de Morais et José M. Gomes Rodrigues, « Adaptation of an Amazonian pseudoscorpion (Arachnida) from dryland forests to inundation forests », Ecology, États-Unis, ESA, vol. 69, no 1,‎ février 1988, p. 287-291 (ISSN 0012-9658 et 1939-9170, OCLC 35698209, DOI 10.2307/1943185, JSTOR 1943185).
- Jean-Claude Beaucournu et Volker Mahnert, « Un Metastivalius nouveau de Nouvelle-Irlande (Siphonaptera, Pygiopsyllidae) », Revue suisse de zoologie, MHNG, vol. 95,‎ 1988, p. 533–538 (ISSN 0035-418X, DOI 10.5962/BHL.PART.79671).
- Jacques Géry et Volker Mahnert, « Hydrolycus Müller & Troschel, 1844 (Osteichthyes, Cypriniformes): confirmation proposée de Hydrocyon scomberoides Cuvier, 1819 comme espèce-type. Case 2556 », Bulletin of Zoological Nomenclature, Londres, International Trust for Zoological Nomenclature (d), vol. 45,‎ 1988, p. 38–40 (ISSN 0007-5167 et 2057-0570, OCLC 1753468, DOI 10.5962/BHL.PART.565).
- Volker Mahnert, « Les pseudoscorpions (Pseudoscorpiones, Arachnida) récoltés pendant la campagne biospéologique 1987 à Minorque », Endins, vol. 14-15,‎ 1989, p. 85-87 (ISSN 0211-2515 et 2386-7299, lire en ligne).

Années 1990
- (en) Joachim Adis et Volker Mahnert, « On the species composition of Pseudoscorpiones (Arachnida) from Amazonian dryland and inundation forest in Brazil », Revue suisse de zoologie, MHNG, vol. 97,‎ 1990, p. 49–53 (ISSN 0035-418X, DOI 10.5962/BHL.PART.79724).
- (en) Joachim Adis et Volker Mahnert, « Vertical distribution and abundance of pseudoscorpion species (Arachnida) in the soil of a neotropical secondary forest during the dry and the rainy season », Acta Zoologica Fennica, vol. 190,‎ 1990, p. 11-16 (ISSN 0001-7299).
- Jacques Géry et Volker Mahnert, « Notes sur quelques Brycon des bassins de l'Amazone, du Parana-Paraguay et du Sud-Est brésilien (Pisces, Characiformes, Characidae) », Revue suisse de zoologie, MHNG, vol. 99,‎ 1992, p. 793–819 (ISSN 0035-418X, DOI 10.5962/BHL.PART.79854).
- (de) Volker Mahnert, « Pseudoskorpione (Arachnida: Pseudoscorpiones) von Inseln des Mittelmeers und des Atlantiks (Balearen, Kanarische Inseln, Madeira, Ascension), mit vorwiegend subterraner Lebensweise », Revue suisse de zoologie, MHNG, vol. 100, no 4,‎ 1993, p. 971–992 (ISSN 0035-418X, DOI 10.5962/BHL.PART.79896).
- (en) Christopher Martius, Hubert Höfer, Manfred Verhaagh, Joachim Adis et Volker Mahnert, « Terrestrial arthropods colonizing an abandoned termite nest in a floodplain forest of the Amazon River during the flood », Andrias, vol. 13,‎ 1994, p. 17-22 (ISSN 0721-6513).
- (en) Jacques Géry et Volker Mahnert, « Alestes Müller and Troschel, 1844 (Osteichthyes, Characiformes): conservation proposée », Bulletin of Zoological Nomenclature, Londres, International Trust for Zoological Nomenclature (d), vol. 51,‎ 1994, p. 35–40 (ISSN 0007-5167 et 2057-0570, OCLC 1753468, DOI 10.5962/BHL.PART.7150).
- (en) Volker Mahnert, « New chernetid pseudoscorpions (Pseudoscorpionida: Chernetidae) from Venezuela and Brazil, with remarks on the genus Ancalochernes Beier », Revue suisse de zoologie, MHNG, vol. 101,‎ 1994, p. 829–838 (ISSN 0035-418X, DOI 10.5962/BHL.PART.79929).
- (en) Volker Mahnert et Peter Horak, « Distribution and ecology of pseudoscorpions (Arachnida: Pseudoscorpiones) in relict-forests in Styria (Austria) », Bullettino delle sedute della Accademia gioenia di scienze naturali in Catania, Catane et Catane, Accademia gioenia di scienze naturali (d), vol. 26, no 345,‎ 1995, p. 245-252 (ISSN 0393-7119, OCLC 5377540).
- (en) José Wellington de Morais, Joachim. Adis, Volker Mahnert et Evôneo Berti-Filho, « Abundance and phenology of Pseudoscorpiones (Arachnida) from a mixedwater inundation forest in Central Amazonia, Brazil », Revue suisse de zoologie, MHNG, vol. 104,‎ 1997, p. 475–483 (ISSN 0035-418X, DOI 10.5962/BHL.PART.80005).
- (en) Volker Mahnert, « New species and records of pseudoscorpions (Arachnida, Pseudoscorpiones) from the Canary Islands », Revue suisse de zoologie, MHNG, vol. 104,‎ 1997, p. 559–585 (ISSN 0035-418X, DOI 10.5962/BHL.PART.80011).
- (en) Volker Mahnert, Jacques Géry et Sonia Muller, « Leporinus falcipinnis n.sp., a new species from the lower rio Tapajos basin, Para, Brazil (Pisces, Characiformes, Anostomidae) », Revue suisse de zoologie, MHNG, vol. 104,‎ 1997, p. 837–844 (ISSN 0035-418X, DOI 10.5962/BHL.PART.80025).
- (en) Volker Mahnert et Renata de Andrade, « Description of a new troglophilous species of the genus Maxchernes Feio, 1960 (Pseudoscorpiones, Chernetidae) from Brazil (Sao Paulo State) », Revue suisse de zoologie, MHNG, vol. 105,‎ 1998, p. 771–775 (ISSN 0035-418X, DOI 10.5962/BHL.PART.80055).

Années 2000
- Volker Mahnert, « In Memoriam. Villy Aellen, 4 décembre 1926 - 22 janvier 2000 », Karstologia, vol. 36,‎ 2000, p. 57.
- (en) Volker Mahnert, « Cave-dwelling pseudoscorpions (Arachnida, Pseudoscorpiones) from Brazil », Revue suisse de zoologie, MHNG, vol. 108, no 1,‎ 2001, p. 95–148 (ISSN 0035-418X, DOI 10.5962/BHL.PART.79622, lire en ligne).
- (en) Volker Mahnert, « Two new species of pseudoscorpions (Arachnida, Pseudoscorpiones) from caves on Tenerife and La Palma (Canary Islands, Spain), with some new records from the Canary Islands and the Azores (Portugal) », Revue suisse de zoologie, MHNG, vol. 109,‎ 2002, p. 777–784 (ISSN 0035-418X, DOI 10.5962/BHL.PART.79569).
- (en) Renata de Andrade et Volker Mahnert, « Spelaeobochica muchmorei sp. n., a new cavernicolous pseudoscorpion (Pseudoscorpiones: Bochicidae) from Brazil (São P.o State) », Revue suisse de zoologie, MHNG, vol. 110,‎ 2003, p. 541–546 (ISSN 0035-418X, DOI 10.5962/BHL.PART.80197).
- (en) Volker Mahnert, « Four new species of pseudoscorpions (Arachnida, Pseudoscorpiones: Neobisiidae, Chernetidae) from caves in Yunnan Province, China », Revue suisse de zoologie, MHNG, vol. 110,‎ 2003, p. 739–748 (ISSN 0035-418X, DOI 10.5962/BHL.PART.80209).
- (de) Volker Mahnert, « Die Pseudoskorpione Österreichs (Arachnida, Pseudoscorpiones) », Denisia, Biologiezentrum Linz (d), vol. 12,‎ 2004, p. 459-471 (ISSN 1608-8700, OCLC 47810414, lire en ligne).
- (en) P.A.V. Borges, C. Aguiar, J. Amaral, I.R. Amorim, G. André, A. Arraiol, A. Baz, F. Dinis, H. Enghoff, C. Gaspar, F. Ilharco, V. Mahnert, C. Melo, F. Pereira, J.A. Quartau, S.P. Ribeiro, J. Ribes, A.R.M. Serrano, A.B. Sousa, R.Z. Strassen, L. Vieira, V. Vieira, A. Vitorino et J. Wunderlich, « Ranking protected areas in the Azores using standardised sampling of soil epigean arthropods », Biodiversity and Conservation, Springer Science+Business Media, vol. 14, no 9,‎ août 2005, p. 2029-2060 (ISSN 0960-3115 et 1572-9710, DOI 10.1007/S10531-004-4283-Y).
- (en) Mark S. Harvey et Volker Mahnert, « The systematic position of the Amazonian species of Albiorix (Pseudoscorpiones, Ideoroncidae) », Journal of Arachnology, Lubbock, American Arachnological Society, vol. 34, no 1,‎ août 2006, p. 227-230 (ISSN 0161-8202 et 1937-2396, OCLC 2215102, DOI 10.1636/0161-8202(2006)34[227:TSPOTA]2.0.CO;2).
- (en) Volker Mahnert, « Pseudoscorpions (Arachnida: Pseudoscorpiones) of the Socotra Archipelago, Yemen », Fauna of Arabia, vol. 23,‎ 2007, p. 271-307 (ISSN 1660-2889).
- Pierre-Yves Le Bail, Claude Weber, Sonia Fisch-Muller et Volker Mahnert, « In memoriam Jacques Géry (12 mars 1917 - 15 juin 2007) », Cybium, Muséum national d'histoire naturelle, vol. 31, no 4,‎ 2007, p. 397-398 (ISSN 0399-0974 et 2101-0315, lire en ligne).
- (en) Victor H. Gonzalez, Bernardo Mantilla et Volker Mahnert, « A new host record for Dasychernes inquilinus (Arachnida, Pseudoscorpiones, Chernetidae), with an overview of pseudoscorpion-bee relationships », Journal of Arachnology, Lubbock, American Arachnological Society, vol. 35, no 3,‎ décembre 2007, p. 470–474 (ISSN 0161-8202 et 1937-2396, OCLC 2215102, DOI 10.1636/H06-62.1).
- (en) Volker Mahnert, « New species of pseudoscorpions (Arachnida, Pseudoscorpiones: Chthoniidae, Chernetidae) from caves in China », Revue suisse de zoologie, MHNG, vol. 116,‎ 2009a, p. 185–201 (ISSN 0035-418X, DOI 10.5962/BHL.PART.79492).
- (en) Volker Mahnert, « Attaleachernes gen. nov., a new Chernetid genus from palm trees in the Brazilian Pantanal (Pseudoscorpiones: Chernetidae) », Contributions to Natural History, Musée d'histoire naturelle de Berne, vol. 12, no 2,‎ 2009b, p. 921-930 (ISSN 1660-9972 et 2624-9170, OCLC 609932389, DOI 10.5169/SEALS-787005, lire en ligne).

Années 2010
- (en) Mark S. Harvey et Volker Mahnert, « Case 3533. Neobisium Chamberlin, 1930 (Arachnida, Pseudoscorpiones): proposed precedence over Blothrus Schiödte, 1847 », Bulletin of Zoological Nomenclature, Londres, International Trust for Zoological Nomenclature (d), vol. 68, no 1,‎ mars 2011, p. 47-53 (ISSN 0007-5167 et 2057-0570, OCLC 1753468, DOI 10.21805/BZN.V68I1.A11).
- (en) Volker Mahnert, Osvaldo R. Di Iorio, Paola Turienzo et Andrés Porta, « Pseudoscorpions (Arachnida) from Argentina. New records of distributions and habitats, corrections and an identification key », Zootaxa, Magnolia Press (d), vol. 2881, no 1,‎ 17 mai 2011, p. 1 (ISSN 1175-5334 et 1175-5326, OCLC 49030618, DOI 10.11646/ZOOTAXA.2881.1.1, lire en ligne).
- (en) Volker Mahnert, « A nature’s treasury: Pseudoscorpion diversity of the Canary Islands, with the description of nine new species (Pseudoscorpiones, Chthoniidae, Cheiridiidae) and new records », Revista Ibérica de Aracnología, Sociedad Entomológica Aragonesa (d), vol. 19,‎ 28 février 2011, p. 27-46 (ISSN 1576-9518, lire en ligne).
- (en) Volker Mahnert et Jürgen Schmidl, « First record of the subfamily Pycnocheiridiinae from South America, with the description of Leptocheiridium pfeiferae gen. n., sp n. (Arachnida: Pseudoscorpiones: Cheiridiidae) », Revue suisse de zoologie, MHNG, vol. 118,‎ 2011, p. 659–666 (ISSN 0035-418X, DOI 10.5962/BHL.PART.117821).
- (en) Pedro Ratton, Volker Mahnert et Rodrigo Lopes Ferreira, « A new cave-dwelling species of Spelaeobochica (Pseudoscorpiones: Bochicidae) from Brazil », Journal of Arachnology, Lubbock, American Arachnological Society, vol. 40, no 3,‎ novembre 2012, p. 274–280 (ISSN 0161-8202 et 1937-2396, OCLC 2215102, DOI 10.1636/HA12-39.1).
- (en) Volker Mahnert, Mostafa Sharaf et Abdulrahman S. Aldawood, « Further records of pseudoscorpions (Arachnida, Pseudoscorpiones) from Saudi Arabia », Zootaxa, Magnolia Press (d), vol. 3764, no 3,‎ 11 février 2014, p. 387–393 (ISSN 1175-5334 et 1175-5326, OCLC 49030618, PMID 24870641, DOI 10.11646/ZOOTAXA.3764.3.8).
- (en) Diego Monteiro Von Schimonsky, Maria Elina Bichuette et Volker Mahnert, « First record of the family Pseudochiridiidae (Arachnida, Pseudoscorpiones) from continental South America—a Pseudochiridium from a Brazilian cave », Zootaxa, Magnolia Press (d), vol. 3889, no 3,‎ 2 décembre 2014, p. 442–446 (ISSN 1175-5334 et 1175-5326, OCLC 49030618, PMID 25544278, DOI 10.11646/ZOOTAXA.3889.3.6).
- (en) Volker Mahnert, « Cave-inhabiting pseudoscorpion species of the genus Roncus (Pseudoscorpiones: Neobisiidae) from western Greece, including the Ionian Islands », Arachnologische Mitteilungen, Bâle, Arachnologische Gesellschaft (d), vol. 48,‎ 23 décembre 2014, p. 28–37 (ISSN 1018-4171 et 2199-7233, OCLC 43519844, DOI 10.5431/ARAMIT4806).
- (en) Mark S. Harvey et Volker Mahnert, « A new species of Sphaerowithius (Pseudoscorpiones, Withiidae) from Namibia », African Invertebrates, Pensoft Publishers (d), vol. 56, no 2,‎ août 2015, p. 491-497 (ISSN 1681-5556 et 2305-2562, OCLC 48877367, DOI 10.5733/AFIN.056.0219).
- (en) Paulo A. V. Borges, Clara Gaspar, Luís Carlos Fonseca Crespo, François Rigal, Pedro Cardoso, Fernando Pereira, Carla Rego, Isabel R. Amorim, Catarina Melo, Carlos Aguiar, Genage André, Enésima P. Mendonça, Sérvio Ribeiro, Joaquín Hortal, Ana M. C. Santos, Luís Barcelos, Henrik Enghoff, Volker Mahnert, Margarida T. Pita, Jordi Ribes, Arturo Baz, António B. Sousa, Virgílio Vieira, Jörg Wunderlich, Aristeidis Parmakelis, Robert J. Whittaker, José Alberto Quartau, Artur R. M. Serrano et Kostas A. Triantis, « New records and detailed distribution and abundance of selected arthropod species collected between 1999 and 2011 in Azorean native forests », Biodiversity Data Journal, Pensoft Publishers (d), vol. 4, no 4,‎ 2016, e10948 (ISSN 1314-2828 et 1314-2836, PMID 28174509, PMCID 5267528, DOI 10.3897/BDJ.4.E10948).